# Léo (Burkina Faso)
Léo es una ciudad situada en la provincia de Sissili en Burkina Faso. Es la capital de la provincia de Sissili, y se encuentra a unos 10 kilómetros de la frontera con Ghana. El principal grupo étnico son los gurunsi. En 2006, contaba con una población de 26 779 habitantes.